# Americano (film 2011)
Americano è un film del 2011 diretto da Mathieu Demy.